# Mirabelle von Nancy

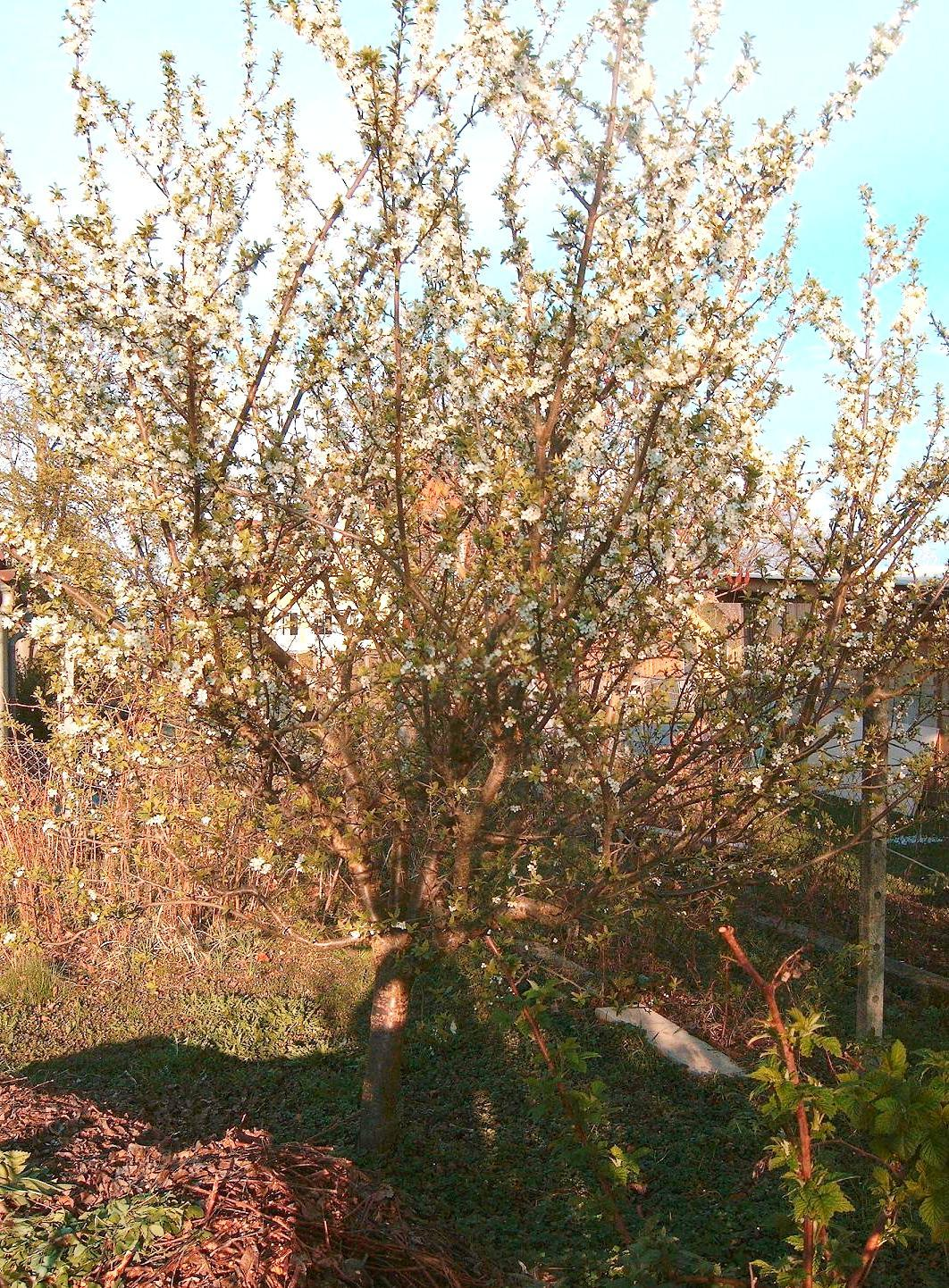
Mirabelle von Nancy in voller Blüte.

Die Mirabelle von Nancy, auch Mirabelle de Nancy, ist eine regelmäßig fruchtende und sehr ertragreiche Sorte der Mirabelle. Sie ist auch bekannt unter den Bezeichnungen Mirabelle aus Nancy, Nancy Mirabelle, Glänzende gelbe Mirabelle, Goldfarbige Pflaume, Große Mirabelle und Drap d'Or. Benannt ist sie nach der Stadt Nancy in Lothringen, die eines ihrer historischen Hauptanbaugebiete ist.

## Beschreibung

### Frucht

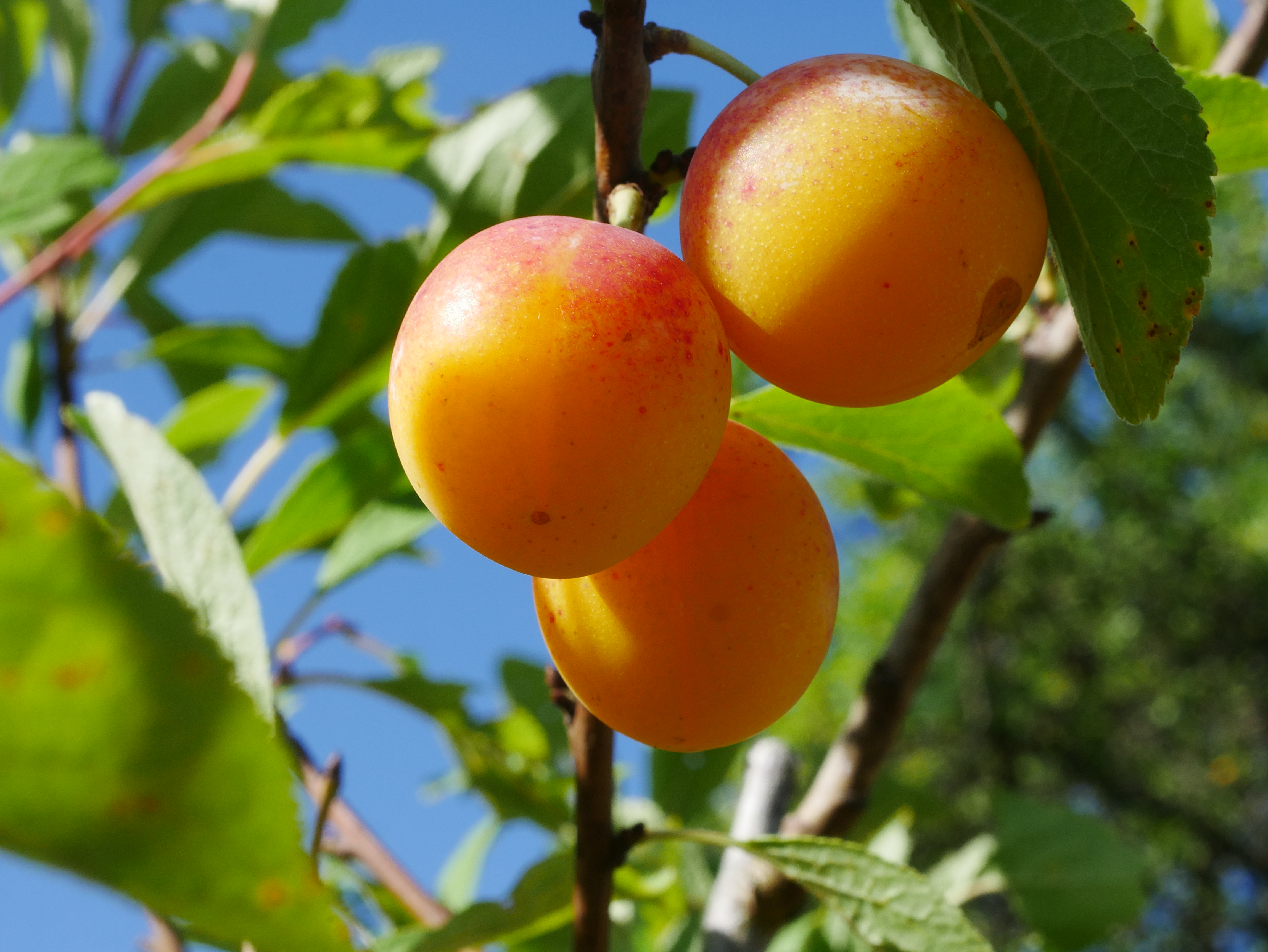
Mirabelle von Nancy im Freilichtmuseum Roscheider Hof

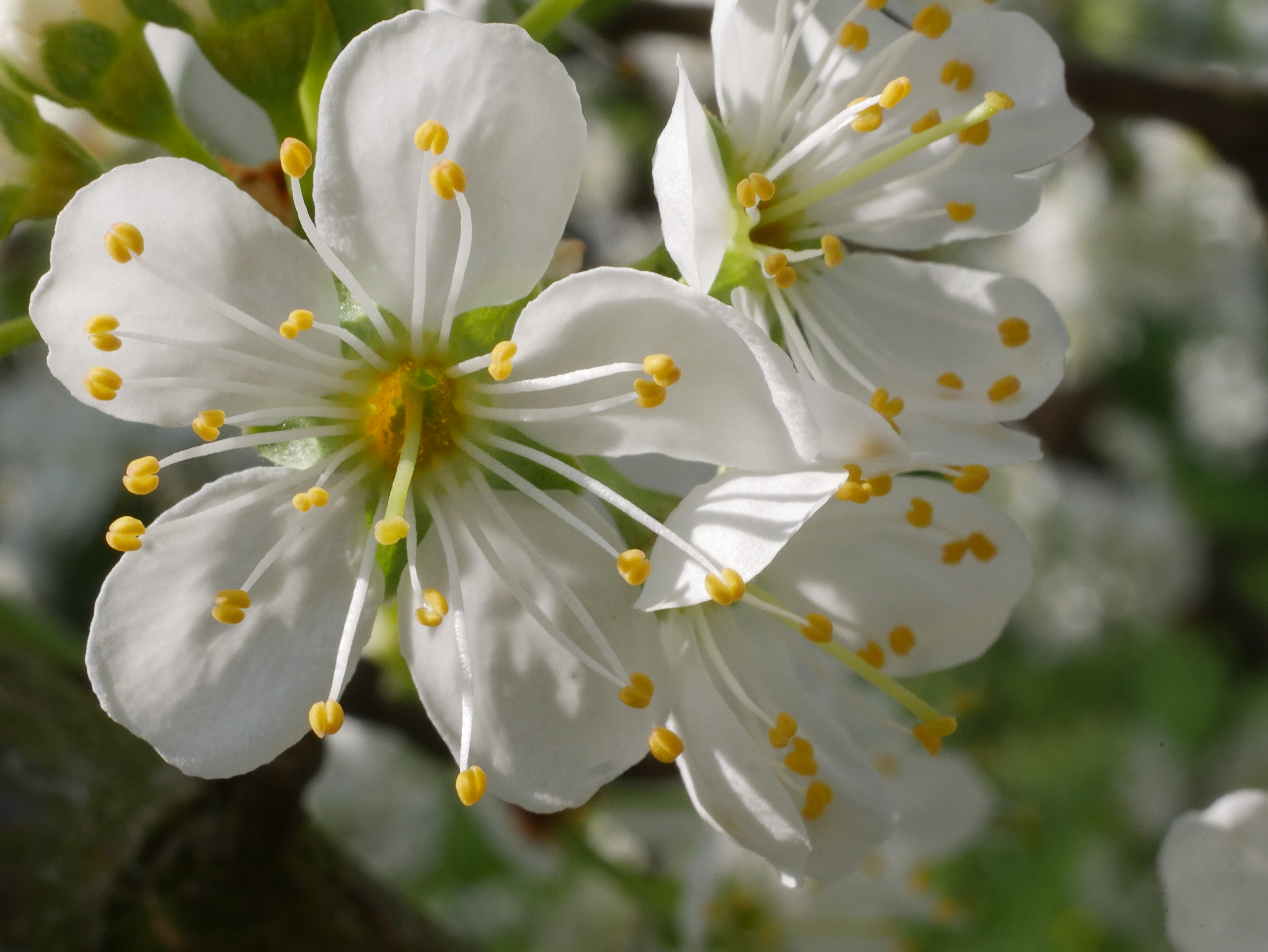
Blüte der Mirabelle von Nancy im Freilichtmuseum Roscheider Hof

Die Früchte sind etwas größer als die der Metzer Mirabelle und haben eine rundlich-ovale Form, manchmal sind sie auch abgeplattet. Die Bauchnaht der Früchte ist nur als kleine Linie erkennbar. Größe und Gewicht der Frucht liegen zwischen 24 und 28 mm und zwischen 7 und 11 Gramm. Beides hängt dabei stark von den Standortverhältnissen ab. Ihre feste Schale ist hellgelb, auf der Sonnenseite hin rötlich-violett verwaschen und hat auf der Sonnenseite rötliche, fleckige Verfärbungen. Das feste Fruchtfleisch ist gelb, süß und sehr aromatisch.
Der behaarte Stiel ist kurz und mitteldick bis dünn. Die Stielgrube ist zur Bauchnaht hin leicht eingeschnitten und flach.

## Geschichte
Die Sorte soll im 15. Jahrhundert unter König René von Anjou aus Asien kommend in Frankreich eingeführt worden sein. Ein Anbau in Frankreich ist seit 1490 belegt. In Deutschland wird die Mirabelle von Nancy seit dem 18. Jahrhundert angebaut. Seit etwa 1900 setzte sich die Mirabelle von Nancy als wichtigste Anbausorte in Deutschland, der Schweiz, Österreich und Frankreich durch und ist heute in Westeuropa die bekannteste und am weitesten verbreitete Mirabellensorte.

## Anbau
Die heute im Fachobsthandel erhältlichen Bäume der Mirabelle von Nancy sind in der Regel recht stark wüchsige, selbstfruchtbare Halb- und Hochstämme. Die Blütezeit des Obstbaumes ist Anfang April. Reifezeit der Früchte ist zwischen Mitte August und Anfang September.

### Klima
Das Holz der Bäume ist empfindlich gegen harten Frost. Die Blüten selbst sind etwas empfindlich gegen Frost.

### Boden
Die Bäume stellen keine besonderen Ansprüche an den Boden. Die Mirabelle bevorzugt feuchte, nährstoffreiche und offene Böden. Zum vollen Geschmack gelangt die Mirabelle von Nancy im Weinbauklima und in geschützten Lagen. Sind die Böden zu nass oder zu schwer, oder das Klima zu kalt, trägt der Baum auch Früchte. Diese sind jedoch kleiner und weit weniger geschmacksintensiv.

### Anfälligkeiten und Resistenzen
Die Früchte werden vom Pflaumenwickler befallen, der Befall ist jedoch geringer als bei vielen andern Pflaumen.

### Nutzung
Die Mirabelle von Nancy eignet sich gut für den Frischverzehr und gilt als hervorragende Kuchen- und Einkochsorte, sie kann schon vor der Reife und damit längere Zeit genutzt werden. Auch gewerblich für die Herstellung von Konfitüre und Mirabellenbrand angebaut.

## Belege
1. 1 2 3 4 5 6 7 8 9  Robert Silbereisen, Gerhard Götz und Walter Hartmann: Obstsorten-Atlas: Kernobst, Steinobst Beerenobst, Schalenobst. 2. Auflage. Ulmer, Stuttgart 1996, ISBN 3-8001-5537-0, S. 323–325.
2. 1 2  Ohne Autor: Unsere besten Deutschen Obstsorten (PDF; 198 kB), Bechtholdverlag, Wiesbaden ca. 1930.